# レンヌ＝ル＝シャトーの謎
『レンヌ＝ル＝シャトーの謎 - イエスの血脈と聖杯』（レンヌ＝ル＝シャトーのなぞ - イエスのけつみゃくとせいはい、原題：The Holy Blood and the Holy Grail）は、1982年に英国で出版されたノンフィクション。日本語訳は、林和彦による翻訳で1997年に柏書房より出版された。
ダン・ブラウンによって執筆された推理小説『ダ・ヴィンチ・コード』をはじめ、本書に触発されたフィクション、ノンフィクションが続出するなど、多くの影響を与えた。

## 書誌事項
- 原作：マイケル・ベイジェント（英語版）、リチャード・リー（英語版）、ヘンリー・リンカーン（英語版）[1]
- 日本語訳：日本語題『レンヌ＝ル＝シャトーの謎 - イエスの血脈と聖杯』（林和彦（訳）、柏書房、1997年、ISBN 4-7601-1443-2）

この本は1982年にロンドンのジョナサン・ケープ社から出版され、クロニクル・シリーズの一部であったBBC Twoの3つのTVドキュメンタリーの非公式な継続として出版された。ペーパーバック版は1983年にコーギー・ブックスから出版された。1986年には続編『The Messianic Legacy』が出版された。原作は新資料を加えたイラスト入りのハードカバー版として2005年に再版された。
著者は、歴史上のイエスはマグダラのマリアと結婚し、一人以上の子供をもうけ、その子供たちや子孫（イエスの血脈）は現在の南フランスに移住したという仮説を提唱している。そして、最終的にメロヴィング王朝となる貴族たちと結婚した。そして、その子孫と称する者たちのフランス王位への特別な主張は、シオン修道会と呼ばれる秘密結社によって今日支持されている。 彼らは、伝説の聖杯は同時にマグダラのマリアの子宮であり、彼女が生んだ神聖な王家の血統であると結論づけた。
発売と同時に世界的なベストセラーとなったこの本は、その中心的なテーゼに関連する多くのアイデアへの関心を呼び起こした。プロの歴史家や関連分野の学者たちからの反応は否定的だった。彼らは、事実として提示された主張、古代の謎、陰謀論の大部分は偽史的であると主張した。 歴史家のリチャード・バーバーは、この本を「すべての聖杯偽史の中で最も悪名高いもの...反論可能な学問的議論ではなく、ほのめかしによって展開される」と決めつけた。
1982年の『オブザーバー』紙の書評で、小説家で文芸批評家のアンソニー・バージェスはこう書いている。「これを小説の素晴らしいテーマとしてしか見ることができないのは、私の再生不可能な魂の特徴だ」。このテーマは後に、マーガレット・スターバードが1993年に出版した『アラバスターの壺を持つ女』で、またダン・ブラウンが2003年に出版した『ダ・ヴィンチ・コード』で使われた。

## 出版の背景
このプロジェクトに影響を与えた本のひとつが、ジェラール・ド・セードがピエール・プランタールの協力を得て1967年に出版した『L'Or de Rennes』（後に『Le Trésor Maudit』として再出版）である。これを読んだヘンリー・リンカーンはBBC Twoを説得し、彼らの『クロニクル』シリーズで一連のドキュメンタリーを制作させ、これは非常に人気となり、何千もの反応が寄せられた。リンカーンはその後、マイケル・ベイジェントとリチャード・リーと手を組み、さらに調査を進めた。その結果、フランス国立図書館に所蔵されている偽史料『アンリ・ロビノの秘密文書』に辿り着いた。この偽史料は、数百年にわたる中世史を描いたとされているが、実際にはすべてピエール・プランタールとフィリップ・ド・シェリセイが「フィリップ・トスカン・デュ・プランティエ」という偽名で書いたものだった。ベイジェント、リー、リンカーンは、この文書が偽造されたものであることを知らず、自分たちの本の主要な情報源として利用した。
著者たちは、自分たちをウォーターゲート事件を暴いた記者たちになぞらえながら、思索的な「総合」によってのみ、あらゆる歴史的問題の核心にある根底にある連続性、統一された首尾一貫した構造を見分けることができると主張している。そのためには、「事実だけにとどまるだけでは十分ではない」ことを認識しなければならないと述べている。

## 内容
この本の中で、ベイジェント、リー、リンカーンは、シオン修道会として知られる秘密結社の存在を仮定している。この修道会は1099年に始まる長い歴史を持ち、レオナルド・ダ・ヴィンチやアイザック・ニュートンを含む輝かしい総長がいたとされている。著者の主張によれば、シオン修道会は457年から751年までフランク王国を支配したメロヴィング朝をフランスとヨーロッパの王座に復帰させることに専念している。修道会はまた、その軍事部門と金融部門としてテンプル騎士団を創設したと言われている。
著者たちは、『アンリ・ロビノの秘密文書』を「彼ら自身の聖書への執着に照らして」再解釈した。メロヴィング朝はベニヤミン族の子孫に過ぎないというプランタールの最初のフランコ・イスラエル主義的主張に反して、彼らはシオン修道会がメロヴィング朝を保護しているのは、彼らが歴史上のイエスとその妻とされるマグダラのマリアの直系子孫であり、さらにダビデ王まで遡るからだと主張した。彼らによれば、伝説の聖杯は同時に聖女マグダラのマリアの子宮であり、彼女が産んだ神聖な王家の血統であり、教会は、教皇がマグダラのマリアの血統からその座を簒奪されることを恐れることなく、使徒継承によって司教座を保持するために、この血統のすべての残党とその想定される保護者、カタリ派とテンプル騎士団を抹殺しようとした。
そこで著者は、シオン修道会の現代の目標は次のようなものだと結論づけた：
- フランスにおけるメロヴィング朝復興を容易にするために、シジェベール4世（英語版）の墓と祠堂、そして失われたエルサレム神殿の秘宝を公開することである。そこにはメロヴィング朝がダビデ王朝であったことを証明する系図の記録が含まれているとされている。
- 騎士道精神の再制定と汎ヨーロッパ的ナショナリズムの推進。
- 神権政治的な「ヨーロッパ合衆国」の樹立：ヨーロッパの王位と聖座の両方を占めるメロヴィング朝の大君主の君主崇拝によって政治的・宗教的に統一された神聖ヨーロッパ帝国。
- ヨーロッパの実際の統治は、一党独裁の欧州議会を通じてシオン修道会に委ねられる。

著者たちはまた、『シオン賢者の議定書』として知られる反ユダヤ的で反メーソン的な小冊子を自分たちの物語に組み込み、それが実際にシオン修道会のマスタープランに基づいていると結論づけた。彼らは、『シオン賢者の議定書』が出版された原典はユダヤ教や "国際的なユダヤ人の陰謀 "とは何の関係もなく、スコティッシュ・ライトを実践するメーソン団体から発行されたものであり、その名称に「シオン」という単語が含まれていると主張することで、シオン修道会の存在と活動を示す最も説得力のある証拠として、この小冊子を提示した。ベイジェントらによれば、この文章は公に発表されることを意図したものではなく、秘教的なキリスト教の原理に従って教会と国家を浸透させ再編成する戦略の一環として、フリーメーソンを支配下に置くためのプログラムであった。ロシア皇帝ニコライ2世の宮廷で影響力を得ようとする試みが失敗した後、セルゲイ・ニルスは1903年、ジェラール・アンコーゼ（パパス）周辺の秘教徒をユダヤ教・メーソンの陰謀家であるとほのめかして信用を失墜させるために、原文を変更して扇動的な小冊子を偽造したことになっているが、彼は一部の秘教的キリスト教的要素を無視したため、発表された反ユダヤ主義的な大言壮語に変更はなかった。
原作者らは英国放送協会（BBC）の歴史番組のため、南フランスのレンヌ＝ル＝シャトー（Rennes-le-Château） の教会に残された財宝にまつわる謎を取材していた。きっかけはジェラール・ド・セード原作の一冊のペーパーバック本であった。フランスに現れた『秘密文書』。それらを追ううち、秘密は思わぬ方向に展開してゆく…。
本書の結論的な仮説、「イエスの血脈と聖杯」の意味するところについては「聖杯」の項も参照のこと。

## 本書の情報源
- ジェラール・ド・セードによる『レンヌ＝ル＝シャトーの呪われた財宝』(日本語訳なし)などの一連の著作と、『秘密文書』と題された冊子を大きな情報源としている。これらはすべて「シオン修道会」総長を自称するピエール・プランタールが出所。詳しくは「シオン修道会」の項を参照のこと。
- イギリス、フランスなどを中心に拡がっている聖杯伝説、アーサー王伝説。
- テンプル騎士団やキリスト教の異端であるカタリ派に関連してグノーシス主義に属する外典。
- 薔薇十字団やシオン賢者の議定書など、怪しげな文書も動員している。

## 批判
60ミニッツ、チャンネル4、ディスカバリー・チャンネル、タイム誌、BBCなど多くの独立調査機関が、この本の主張の多くは信憑性も検証可能性もないと結論づけている。 ピエール・プランタールは1982年2月18日、『France-Inter』のジャック・プラデル・ラジオ・インタビューで次のように述べている：
『レンヌ＝ル＝シャトーの謎』が良書であることは認めるが、特にイエスの血脈を扱った部分では、事実よりもフィクションに負うところが大きいと言わざるを得ない。イエスからメロビンジアンまで4世紀にわたる血統をどうやって証明できるのか？私はイエス・キリストの子孫であると名乗ったことはありません。
「シオン修道会の文書」にはイエスの血脈に関する言及はなく、その関連性は『イエスの血脈と聖杯』の著者たちによって立てられた仮説の文脈の中にのみ存在する。
ドキュメンタリー『ダ・ヴィンチ・コード』より：
1980年代にベストセラーとなった『イエスの血脈と聖杯』の著者たちは、自分たちの聖書への執着に照らして公文書を再解釈し、文書に埋められた秘密はメロヴィング朝の血統ではなく、キリストの血脈となり、系図はキリストの子孫へとつながっていった。
ピエール・プランタールがメロヴィング人はベニヤミン族の子孫であると主張したのに対し、『イエスの血脈と聖杯』に見られるイエスの血脈仮説は、代わりに、メロヴィング人はベニヤミン族の血統と、マグダラのマリアの子供に具現化されたユダ族のダビデの血脈の両方から、王朝の婚姻によって受け継がれているという仮説を立てた。
歴史家のマリーナ・ワーナーは、『イエスの血脈と聖杯』が最初に出版されたとき、次のようにコメントしている：
もちろん、イエスが結婚していたと考えたり（それを示唆したのはこの著者たちが初めてでもない）、イエスの子孫がピピン王やシャルル・マルテルだと考えたりすることに大きな害はない。しかし、薄気味悪いデマや歪んだ推論を連ねることには害がある。その方法は心を間違った方向に曲げ、陰湿で現実的な腐敗をもたらす。
歴史家のケン・モンシャインは、イエスの血脈という考えを嘲笑し、こう書いた：
家系を盆栽のように剪定し続けるという考え方も完全に誤りである。一方、キリストの子供たちが互いに結婚し続ければ、最終的には近親交配が進み、神の息子たちの足にはヒレが生えてしまうだろう。
歴史家のリチャード・バーバーはこう書いている：
テンプル騎士団と聖杯の神話は[...]歴史の陰謀論の典型的な例である、すべての聖杯偽史の中で最も悪名高い、イエスの血脈と聖杯の中心にある[...]それは本質的に、反論可能な学術的な議論によってではなく、陰口によって進行するテキストです[...]本質的に、全体の引数は、提供されているような有形事実の強制的な読書と組み合わせた推測の巧妙に構築されたシリーズです。
2005年、トニー・ロビンソンはチャンネル4で放映された『The Real Da Vinci Code』のナレーションを務めた。この番組には、主人公の多くとの長いインタビューが含まれていた。ジェラール・ド・セードの息子であるアルノー・ド・セードは、父とプランタールが1,000年前のシオン修道院の存在をでっち上げたと断言し、その話を「でたらめ」と評した[20]。番組では、司会者と研究者の意見として、聖なる血の主張は一連の推測に過ぎないと結論づけた。
「シオン修道院の謎」は、ジャーナリストや学者によって、フランスで20世紀最大の文学的デマとして徹底的に論破されているにもかかわらず[21][22][23]、シオン修道院のデマにインスパイアされた偽史本、ウェブサイト、映画の普及と人気が、根拠のない陰謀論が主流になるという問題の一因になっているという懸念を表明する論者もいる[24]。
『イエスの血脈と聖杯』について、オブザーバー紙の文芸編集者ロバート・マクラムの言葉を引用する：
歴史的証拠と呼ばれるものがあり、歴史的手法と呼ばれるものがある。書店の棚を見回すと、たくさんの歴史が出版されており、人々はこの種の歴史を本物と勘違いしている。この種の本は「歴史」だと信じている膨大な読者にアピールしているが、実際は歴史ではなく、歴史のパロディのようなものなのだ。しかし、残念なことに、これが今日の歴史の方向性だと言わざるを得ないと思うのだが......。

## 本書の影響

### ダ・ヴィンチ・コード
ダン・ブラウンによる2003年の小説『ダ・ヴィンチ・コード』はこの本への言及を行い、また上記の主張のほとんどを重要なプロット要素として自由に使用している。実際、2005年にベイジェントとリーはブラウンの出版社であるランダムハウスを、ブラウンの本が彼らの研究を広範に利用しており、登場人物の一人がリーという名前であり、ベイジェントのアナグラムである苗字（Teabing）を持ち、ヘンリー・リンカーンに強く似た身体的特徴を持っているという理由で、盗作であるとして訴え、失敗に終わっている。ブラウンは小説の中で、国際的なベストセラーとして高く評価されている『イエスの血脈と聖杯』にも触れており、それが自分の仮説に大きく貢献したと主張している。おそらくこの言及の結果として、『イエスの血脈と聖杯』の著者たち（ヘンリー・リンカーンを除く）はダン・ブラウンを著作権侵害で訴えた。彼らは、『ダ・ヴィンチ・コード』の執筆のために自分たちのプロットの中心的枠組みが盗まれたと主張した。この訴えは2006年4月6日、高等法院のピーター・スミス判事によって却下され、同判事は 「彼らの主張は曖昧で、裁判中に軌道修正され、常に弱い基礎に基づいていた」と裁定した。裁判の宣伝が『イエスの血脈と聖杯』の売上を大幅に押し上げたことが認められた（ニールセン・ブックスキャンとBookseller誌が提供した数字による）。裁判所は、事実上、この作品は歴史（とされる）作品として出版されたため、その前提は法的に、著作権侵害なしに、その後のフィクション作品において自由に解釈することができると裁定した。

### オペラ
ロックバンド、ポリスの元ドラマー、スチュワート・コープランドは、この本に大きく刺激されてオペラ『聖なる血、三日月』を作曲した。

### その他の影響
超常現象に関心を持つ映画監督ブルース・バージェスによる2008年のドキュメンタリー映画『ブラッドライン』は、『イエスの血脈と聖杯』の「イエスの血脈」仮説とその他の要素を発展させたものである。1999年以来、レンヌ＝ル＝シャトー近辺で発見された「ベン・ハモット」というペンネームのアマチュア考古学者の証言を有効なものとして受け入れ、バージェスはベレンジェ・ソーニエールの財宝を発見したと主張している：シオン修道会の命令の下、テンプル騎士団によって作られた3つの地下墓にあるいくつかのミイラ化した死体（そのうちの1つはマグダラのマリアとされている）。2012年3月21日のインタビューの中で、本名のビル・ウィルキンソンを名乗る「ハモット」は、墓と関連する遺物に関するすべてがデマであったと謝罪の告白をし、墓はイギリスの倉庫にあるセットの一部であったため、現在は破壊されていることを明らかにした。

### 書籍
- 『レックス・ムンディ』（荒俣宏、集英社、1997年）
- 『イエスの墓』（リチャード・アンドルーズ、ポール・シェレンバーガー、東江一紀（訳）、向井和美（訳）、日本放送出版協会（NHKブックス）、1999年）
- 『マグダラのマリアと聖杯』（マーガレット・スターバード、和泉裕子（訳）、英知出版、2005年）
- 『ダ・ヴィンチ・コード』（ダン・ブラウン、角川書店、2004年）